# موریس کوندیت
موریس کوندیت (انگلیسی: Maurice Kouandété؛ ۲۲ سپتامبر ۱۹۳۲ – ۷ آوریل ۲۰۰۳) افسر اهل بنین بود.
موریس کوندیت در ۷ آوریل ۲۰۰۳، در سن ۷۰ سالگی درگذشت.